# كلاوس تيسين
كلاوس تيسين (بالألمانية: Klaus Thiessen) (و. 1927 – م) هو فيزيائي من ألمانيا . ولد في غوتينغن .

## جوائز
حصل على جوائز منها:
- الجائزة الوطنية لجمهورية ألمانيا الديمقراطية
- ترتيب الاستحقاق الوطني البرونزي.